# Bagnolo Mella
Bagnolo Mella (Bagnöl  in dialetto bresciano) è un comune italiano di 12 479 abitanti della provincia di Brescia in Lombardia.
Il comune è stato fregiato del titolo di città il 12 gennaio 2011 dal presidente della Repubblica Italiana Giorgio Napolitano per meriti di carattere storico e culturale.

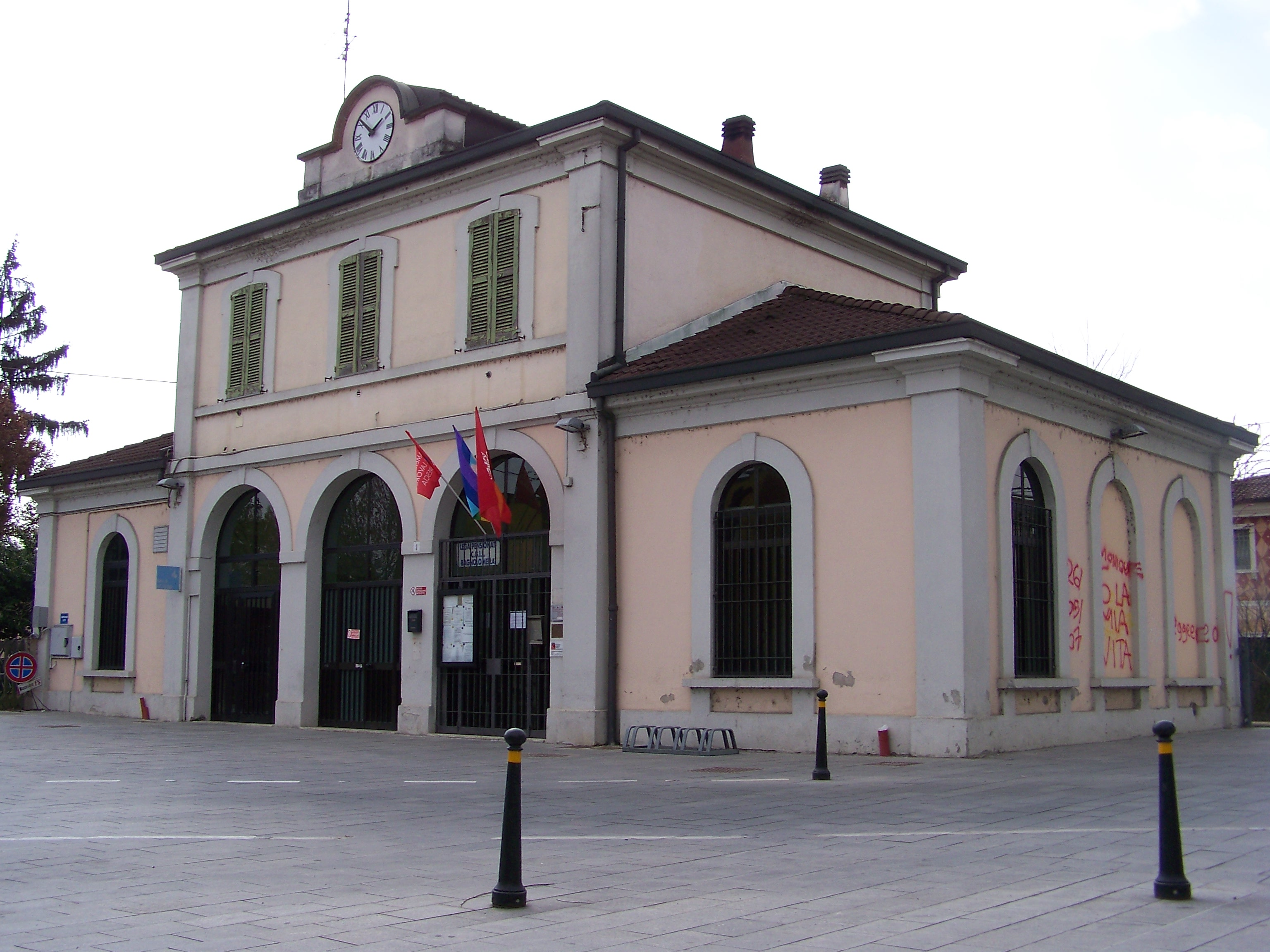
Stazione

## Geografia fisica
Il territorio è sostanzialmente pianeggiante e irrigato da numerose roggie e seriole tra cui spicca il Vaso Molone che utilizza un antico alveo del torrente Garza, arrivando da nord affianca la sponda est del Monte Netto per poi proseguire lungo il centro abitato e successivamente affiancare la strada provinciale per Manerbio. Alcuni rami del Molone andavano a creare il fossato di Palazzo Spada Avogadro, e alimentavano la vicina ruota del mulino.

### Clima
Il clima a Bagnolo Mella è mite e moderato, con piovosità significativa durante tutto l'anno.
La temperatura media annuale è di 13,7 °C, essendo luglio il mese con temperature più alte (29,2 °C) e gennaio il mese con temperature più basse (-0,1 °C).
La piovosità media annuale è di 1091 mm. In particolare le piogge sono più scarse nel mese di gennaio (54 mm) e più abbondanti nel mese di novembre (125 mm).
| [ 6 ]               | Mesi | Mesi | Mesi | Mesi | Mesi | Mesi | Mesi | Mesi | Mesi | Mesi | Mesi | Mesi | Stagioni | Stagioni | Stagioni | Stagioni | Anno  |
| [ 6 ]               | Gen  | Feb  | Mar  | Apr  | Mag  | Giu  | Lug  | Ago  | Set  | Ott  | Nov  | Dic  | Inv      | Pri      | Est      | Aut      | Anno  |
| ------------------- | ---- | ---- | ---- | ---- | ---- | ---- | ---- | ---- | ---- | ---- | ---- | ---- | -------- | -------- | -------- | -------- | ----- |
| T. max. media (°C)  | 7,1  | 9,2  | 14,0 | 18,0 | 22,4 | 27,0 | 29,2 | 28,6 | 23,5 | 18,1 | 12,2 | 7,5  | 7,9      | 18,1     | 28,3     | 17,9     | 18,1  |
| T. min. media (°C)  | −0,1 | 0,5  | 3,4  | 7,4  | 11,9 | 16,7 | 19,2 | 19,2 | 15,2 | 11,0 | 5,9  | 1,0  | 0,5      | 7,6      | 18,4     | 10,7     | 9,3   |
| Precipitazioni (mm) | 54   | 59   | 67   | 96   | 106  | 100  | 87   | 96   | 115  | 119  | 125  | 67   | 180      | 269      | 283      | 359      | 1 091 |

## Origini del nome
Mazza (1986) ipotizza che il nome derivi dal latino balneolum, nel senso di piccolo bagno o di piccola pozza, oppure dal personale Albagnolo.
Mella, indicante l'omonimo fiume sebbene geograficamente lo stesso non solchi il territorio comunale, è stato aggiunto dal RD 24 agosto 1862, n. 802, su ricorso del consiglio comunale.

## Storia

### Preistoria ed età romana
È attestata la presenza di una terramare dell'età del bronzo presso la località di Fontanellato. Il Pagus romano si sviluppò attorno alla stessa: la presenza romana è attestata dal rinvenimento di un cippo dedicato ad un veterano della legio II Italica.
In epoca romana da Bagnolo Mella passava la via Brixiana, strada romana consolare che metteva in comunicazione il porto fluviale di Cremona (lat. Cremona), che si trovava lungo il fiume Po (lat. Padus), con Brescia (lat. Brixia), da cui passavano diverse strade romane che si diramavano verso l'intera Gallia Cisalpina (lat. Gallia Cisalpina).

### Età medievale
Mazza (1986) ipotizza che il castrum sorse per far fronte alle invasioni barbariche. Il primo documento che ne attesta la presenza, assieme a quella di una corte di origine franca o longobarda, è del 1169. In esso, il vescovo di Brescia ricorda alle monache del monastero di Santa Giulia di pregare per l'anima della contessa Ferlinda, vissuta nella seconda metà del X secolo, la quale aveva ceduto al Vescovo stesso la corte di Bagnolo. In qualità di comites, l'ecclesiastico investì diverse famiglie dei titoli di comites de palatio, di advocati ecclesie e di confalonieri: da essi deriveranno i Palazzi, gli Avogadro e i Confalonieri.
Proprio perché feudo del vescovo di Brescia Raimondo ed essendo questi un avversario dell'imperatore Federico Barbarossa, due anni prima, l'esercito imperiale occupò Bagnolo.
Nel corso del Duecento, l'autorità feudale vescovile divenne debole. Il 14 novembre 1272 i sindici del comune, eletti dalla Vicinia, furono investiti di un feudo. In seguito, il vescovo Berardo Maggi tentò di restaurare l'antica autorità, ma nel secolo seguente il potere fu stabilmente associato agli antichi valvassori, come gli Avogadro e i Confalonieri, alle famiglie nobili guelfe che giunsero in seguito, come i Bornati e i Poncarali, e anche al comune. Quest'ultimo, stando all'Estimo visconteo, nel 1385 risulta assegnato alla quadra di Ghedi e Calvisano.

### Epoca veneta
La prima metà del Quattrocento fu caratterizzata dalla lotta tra i Visconti e la Repubblica di Venezia per il controllo del territorio dell'antica repubblica comunale bresciana. Nel 1438, il castello fu occupato dal Gattamelata, mentre due anni dopo fu bombardato ed incendiato da Taliano del Friuli. Nel 1441 fu occupato dall'esercito di Francesco Sforza. Undici anni dopo lo stesso Sforza incendiò il castello come punizione perché Bagnolo aveva appoggiato i veneziani.
Con il passaggio definitivo a Venezia, il comune divenne capoluogo di una quadra che comprendeva Azzano, Boldeniga, Corticelle, Capriano, Dello, Ponte Gattello, Poncarale, Quinzanello. In seguito, alla quadra furono associati anche i comuni di Flero e San Zeno, mentre nel 1493 è attestata la presenza anche di Borgo, Coler e Monigo, probabilmente intendendo Movico. La quadra bagnolese ottenne il privilegio di non eleggere il vicario non sostenendone la spesa; l'amministrazione fu quindi retta dal consiglio di quadra.
La guerra di Ferrara coinvolse anche Bagnolo per via del suo fortilizio: nel 1483 esso fu occupato dal Duca di Calabria Alfonso d'Aragona che lo abbandonò solo a seguito della sconfitta di Vincenzo Orsini, suo condottiero. La cosiddetta "Pace di Bagnolo", che pose termine al conflitto, prese il nome dal paese, sebbene l'incontro tra le parti si fosse tenuto nell'agosto 1484 presso una casa adibita ad osteria della località Chiaviche di Poncarale.
Privato delle artiglierie dopo il termine della guerra di Ferrara, nel corso del Cinquecento il castello perse di importanza. In un documento del 1493, Marin Sanudo afferma come Bagnolo fosse dotato di due castelli: quello vecchio, che diede il nome alla località castelvecchio, e quello nuovo, che Mazza (1986) presuppone essere stato costruito nel Quattrocento: ad esso probabilmente fanno riferimento le cronache del tempo.
Nel 1570 sorse il Monte di Pietà.
Tra il Cinquecento e il Settecento, furono costruiti diversi palazzi nobiliari, il santuario della Madonna della Stella e la Parrocchiale.
Nel 1685 nacque a Bagnolo Daniel de Bagnolo frate cappuccino, che fu preposto a guidare la missione nel Canton dei Grigioni e che fu scrittore di testi in lingua romancia,.

### Epoca napoleonica ed austriaca
A cavallo tra Settecento e Ottocento, Bagnolo seguì le sorti del territorio bresciano a seguito della caduta della repubblica di Venezia. Nel marzo 1797 fu istituita la Repubblica Bresciana e in maggio Bagnolo fu assegnato al cantone della Garza orientale. Dopo l'incorporazione dell'effimera repubblica nel Dipartimento del Mella della repubblica Cisalpina, avvenuta a novembre, nel maggio dell'anno seguente fu associato al Distretto del Monte, per poi passare ad ottobre in quello delle Sorgenti.
Dopo la parentesi austro-russa, con il riassetto amministrativo della Cisalpina del maggio 1801 fu assegnato al Distretto I di Brescia e in sotto tale suddivisione fu mantenuto durante la napoleonica repubblica italiana. Nel giugno 1805, a seguito della trasformazione di questa in Regno e nella determinazione di un nuovo riassetto amministrativo, fu definito come comune di terza classe e fu assegnato al Cantone II di Brescia a sua volta appartenente al Distretto I con il medesimo capoluogo.
Gli austriaci occuparono il paese nel 1814. Dopo il Congresso di Vienna, Bagnolo entrò a far parte della provincia di Brescia del Regno Lombardo-Veneto affidato agli Asburgo d'Austria. Con la notificazione del 12 febbraio 1816, Bagnolo divenne capoluogo del III distretto. Esso comprendeva le municipalità di Azzano con Pontegatello, Barbariga, Brandico con Ognato e Castelgonelle, Capriano con Movico, Castelnuovo con Colorne e Onzato, Corticelle, Dello, Flero con Coller, Frontignano, Ghedi, Longhena, Mairano con Pievedizio, Montirone, Poncarale con Borgo Poncarale, Quinzanello con Boldeniga.
Durante il 1848 a Bagnolo furono erette delle barricate per impedire il passaggio di truppe austriache da parte di Pietro Febbrari. L'anno seguente diversi bagnolesi parteciparono alle Dieci Giornate e quattro persero la vita.

### Dopo l'unità d'Italia
A seguito della seconda guerra d'indipendenza, le province lombarde passarono al Regno di Sardegna (dal 1861, Regno d'Italia): Bagnolo fu capoluogo del V mandamento del circondario I di Brescia della nuova provincia bresciana. Il nome del comune fu convertito in Bagnolo Mella con RD 4 dicembre 1862, n. 1024.
Nel 1866 giunse in paese la ferrovia Brescia–Cremona. Sette anni dopo fu aperto il consorzio agrario Girolamo Chiodi, nato grazie al lascito lasciato da quest'ultimo. Gli ultimi decenni del XIX secolo videro svilupparsi l'industria casearia e l'attività agricola.
Nel 1914 fu aperta la tranvia Brescia–Ostiano il cui tratto a servizio del paese fu chiuso nel 1936.
Il 23 dicembre 1944, Bagnolo Mella subì un bombardamento aereo da parte delle forze alleate che comportò sedici vittime.
Nel secondo dopoguerra, il paese ha subito un incremento della superficie costruita grazie all'insediamento di industrie.

### Simboli
Lo stemma e il gonfalone sono stati riconosciuti con DPCM del 23 giugno 1949.
Il gonfalone è un drappo di azzurro.

## Monumenti e luoghi d'interesse

### Architetture religiose

#### Santuario della Madonna della Stella
La disciplina fu edificata nel 1491, nel luogo in cui la madre di Gesù Cristo, secondo la tradizione, apparve a una contadina, Caterina dell'Olmo. La fabbrica attuale fu edificata nel Seicento.
All'interno della chiesa è presente una statua lignea della Madonna, opera di Antonio Zamara, mentre in una cripta si trova "La Pietà", scultura lignea di Clemente Zamara, pronipote del precedente.

#### Basilica di Santa Maria della Visitazione
È la chiesa parrocchiale di Bagnolo Mella, dedicata alla Visitazione della Beata Vergine Maria. Fu edificata tra il 1615 e il 1632. Il 4 gennaio 1999 venne elevata alla dignità di basilica minore da Papa Giovanni Paolo II.
All'interno si trovano altari in marmo e legno. Gli affreschi e le decorazioni sono attribuite a Francesco Monti, mentre tra i dipinti e le pale sono presenti un Madonna con santi di Bernardino Gandino, un San Michele arcangelo di Pietro Ricchi e altre opere di Sante Cattaneo. L'affresco presente sulla volta della sacrestia è opera di Giuseppe Tortelli.

#### Chiesa di Santa Maria della Neve

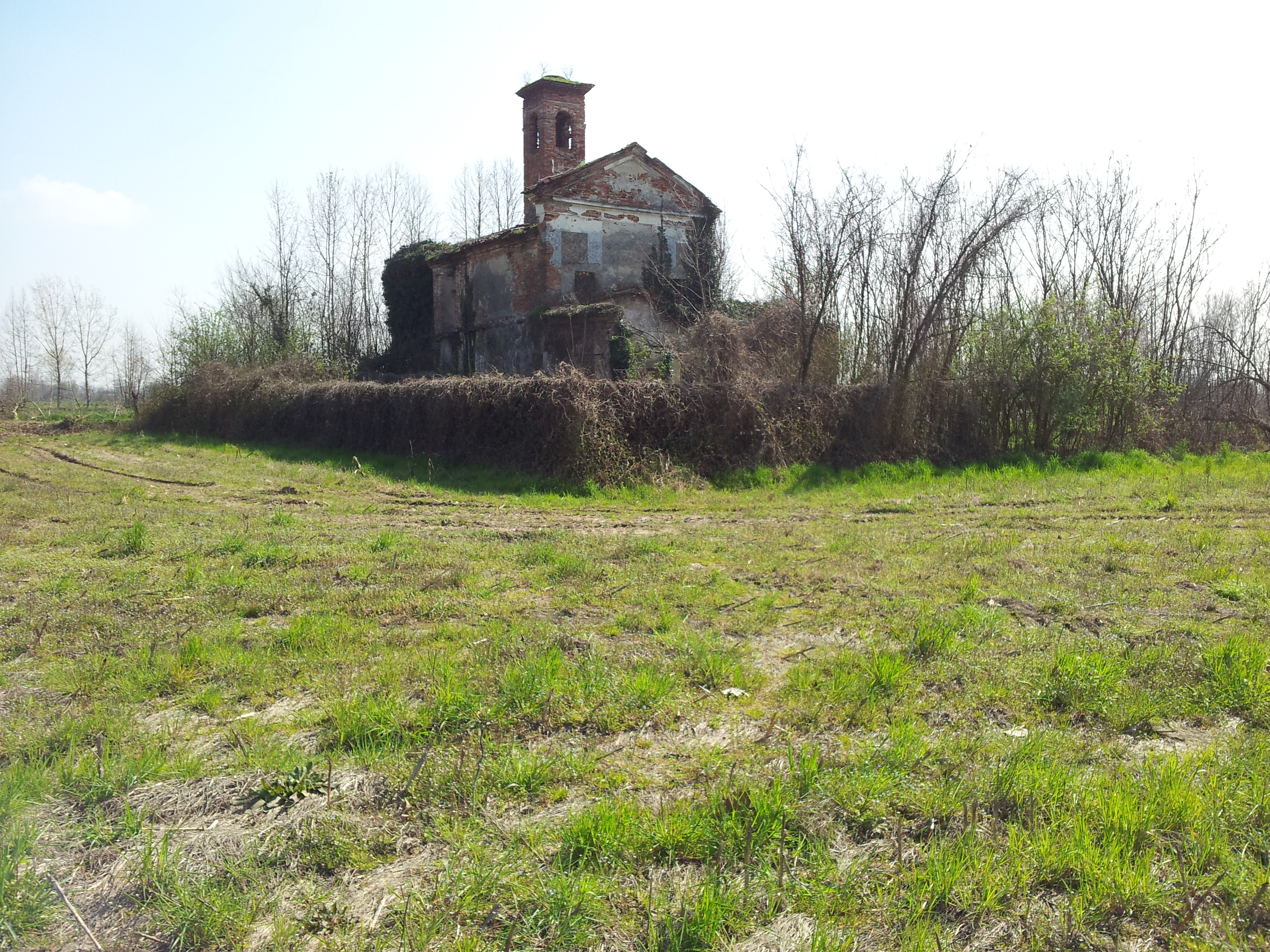
Chiesa di Santa Maria della Neve, Bagnolo Mella, marzo 2016

La Chiesa di Santa Maria della Neve, detta anche del Gazzo, sorge nei pressi delle caselle Chiodi e alla cascina Grumo. Al 2010, è in stato d'abbandono con la fabbrica e il tetto parzialmente crollati.

### Architetture civili

#### Palazzo Avogadro Spada
Sorge nei pressi di Castelvecchio e fu ordinato nel 1560 da Camillo Avogadro, condottiero sotto la Repubblica di Venezia. L'edificio è monoblocco e a forma quadrata, privo di cortile all'interno, ma con fossato inondabile all'esterno e ponte levatoio. Il salone delle feste è stato affrescato da Grazio Cossali.

#### Palazzo Brunelli Bertazzoli
Fu costruito dai Brunelli, famiglia di mercanti di lana, seta e lino, nel Seicento. L'esterno si presenta in mattoni con il portale d'ingresso bugnato. Il cortile interno presenta un portico ad archi su pilastri; un suo lato è chiuso da due ali di servizio. La galleria del primo piano è affrescata. Nel dopoguerra divenne sede della biblioteca civica.

#### Villa Cazzago Mazzola
Fu costruita alla fine del Settecento. Al piano terra sono presenti dei locali con volta a botte, architettura tipica del Quattrocento, per cui Mazza (1986) presume che la villa sia stata costruita sui resti di un precedente edificio. Nel 1885, un incendio distrusse parzialmente l'edificio che fu ricostruito rispettando lo stile settecentesco originario.

#### Villa Gambara-Cominetti
Risalente al XVIII secolo sorge sulla via principale che attraversa il paese.

#### Castello del Canello
Si trova lungo la strada per Porzano di Leno ed è una dimora signorile di campagna ad impostazione castellana. La costruzione, richiesta da Andrea Ganassoni, iniziò nel 1534 sulle rovine di una precedente corte longobarda, mentre gli altri affreschi sono opera di Sebastiano Aragonese. In seguito, la proprietà passò ai Martinengo. Il complesso è composto da un rettangolo di quattro corpi di fabbrica con altrettante torri agli angoli e fossato all'esterno. La corte interna è circondata da un portico. Per quanto riguarda gli interni, la sala grande fu affrescata da Lattanzio Gambara.

#### Altre costruzioni civili
- la Loggetta, originario palazzo comunale.
- Casa Mazzola, detto anche Palazzo Viviani e la Camera, fu costruita per volere di Gerolamo Viviani, fornitore dell'esercito veneto, nel Cinquecento. È un edificio di dimensioni modeste costruito ai tempi all'esterno delle mura di Castelnuovo. Il portico dà verso il giardino[10].
- Villa Pedrocca Bianchetti: fu costruita nel Settecento. L'edificio è circondato da un parco e presenta un portico ad archi. Gli affreschi della galleria sono del 1795[17].

### Monumenti
In piazza IV Novembre, ove sono situati la chiesa della Visitazione e il palazzo comunale, si trova il primo monumento in territorio nazionale dedicato alla vittoria della Grande Guerra. Si tratta di monumento bronzeo raffigurante un generico soldato italiano, il quale è posto su un ceppo marmoreo. Sui due lati opposti sono incisi gli elenchi dei cittadini bagnolesi caduti; sui restanti due lati sono presenti omaggi al valor militare in ricordo alle generazioni a venire.

## Società

### Evoluzione demografica
Abitanti censiti

#### Lingue e dialetti
Nel territorio di Bagnolo Mella, accanto all'italiano, è parlata la Lingua lombarda prevalentemente nella sua variante di dialetto bresciano.

#### Popolazione straniera residente
Al 31 dicembre 2019 risultano residenti 1641 cittadini stranieri. Le nazionalità principali sono:
1. India - 326
2. Marocco - 211
3. Pakistan - 195
4. Romania - 174
5. Senegal - 115
6. Albania - 75
7. Egitto - 75
8. Nigeria - 66

## Economia

### Agricoltura
Il territorio bagnolese è caratterizzato da numerose aziende agricole. È praticato l'allevamento di bestiame, relativo alla produzione lattiero-casearia, e quello suinicolo e avicolo.

### Industria e Artigianato
Nel territorio si è sviluppato un distretto della calzetteria da uomo.

## Infrastrutture e trasporti

### Strade
Il centro storico di Bagnolo Mella è attraversato dalla ex strada statale 45 bis Gardesana Occidentale.
Da Bagnolo Mella si dipartono inoltre le seguenti strade provinciali:
- la VII, diretta a Seniga;
- la 21, diretta a Capriano del Colle, Torbole Casaglia e Travagliato;
- la 65, diretta a Ghedi;
- la 75, diretta a Quinzanello.

### Ferrovie
Il territorio comunale è attraversato dalla ferrovia Brescia-Cremona che comprende la stazione di Bagnolo Mella, aperta al momento dell'inaugurazione della linea, nel 1866, servita da treni regionali svolti da Trenord nell'ambito del contratto di servizio stipulato con la Regione Lombardia.
Tra il 1914 e il 1936, Bagnolo Mella era altresì servita da una stazione della tranvia Brescia-Ostiano.

## Amministrazione
| Periodo         | Periodo         | Primo cittadino  | Partito                                                                   | Carica           | Note          |
| --------------- | --------------- | ---------------- | ------------------------------------------------------------------------- | ---------------- | ------------- |
| 7 giugno 1993   | 14 maggio 2001  | Renato Ferrari   | lista civica di centrosinistra                                            | Sindaco          | [ 30 ]        |
| 14 maggio 2001  | 16 maggio 2011  | Giuseppe Panzini | lista civica di centrosinistra                                            | Sindaco          | [ 30 ]        |
| 16 maggio 2011  | 4 ottobre 2021  | Cristina Almici  | Il Popolo della Libertà-Lega Nord poi Forza Italia-Lega-Fratelli d'Italia | Sindaco          | [ 30 ]        |
| 4 ottobre 2021  | 21 gennaio 2024 | Pietro Sturla    | Fratelli d'Italia-Unione di Centro                                        | Sindaco          | [ 30 ] [ 31 ] |
| 21 gennaio 2024 | 9 giugno 2024   | Cristina Almici  | Fratelli d'Italia-Unione di Centro                                        | Vicesindaco f.f. |               |
| 9 giugno 2024   | in carica       | Stefano Godizzi  | lista civica di centrosinistra                                            | Sindaco          | [ 30 ]        |

### Gemellaggi
- Brie-Comte-Robert[senza fonte]
- Stadtbergen[senza fonte]